# Сиктивкар
Сиктивкар (комі та рос. Сыктывкар) — місто в Росії, столиця та найбільше місто Республіки Комі.

## Топонім
Назва міста мовою комі означає «місто на річці Сисола». Сисола на цій мові звучить як «Сиктив», а місто — «кар».
До 1930 місто називалося Усть-Сисольськ.

## Географія
Місто розташоване на лівому березі річки Сисола, за 1515 км на північний схід від Москви.

## Клімат
Середньорічна температура — +0,6 C°, середньорічна швидкість вітру — 3,8 м/с, ередньорічна вологість повітря — 77 %.
| Кліматограма Сиктивкару | Кліматограма Сиктивкару | Кліматограма Сиктивкару | Кліматограма Сиктивкару | Кліматограма Сиктивкару | Кліматограма Сиктивкару | Кліматограма Сиктивкару | Кліматограма Сиктивкару | Кліматограма Сиктивкару | Кліматограма Сиктивкару | Кліматограма Сиктивкару | Кліматограма Сиктивкару |
| --- | ----------------------- | ----------------------- | ----------------------- | ----------------------- | ----------------------- | ----------------------- | ----------------------- | ----------------------- | ----------------------- | ----------------------- | ----------------------- |
| С | Л                       | Б                       | К                       | Т                       | Ч                       | Л                       | С                       | В                       | Ж                       | Л                       | Г                       |
| 43 −11 −17 | 36 −10 −15              | 41 −3 −10               | 43 5 −4                 | 59 14 3                 | 82 18 9                 | 72 22 13                | 83 18 11                | 69 12 6                 | 69 4 0                  | 54 −3 −8                | 49 −8 −13               |
| Середня макс. і мін. температури повітря (°C) Атмосферні опади (мм), за рік : 700 мм. Джерело: Сиктивкар «Climate-Data.org» (англ.) |                         |                         |                         |                         |                         |                         |                         |                         |                         |                         |                         |

## Історія

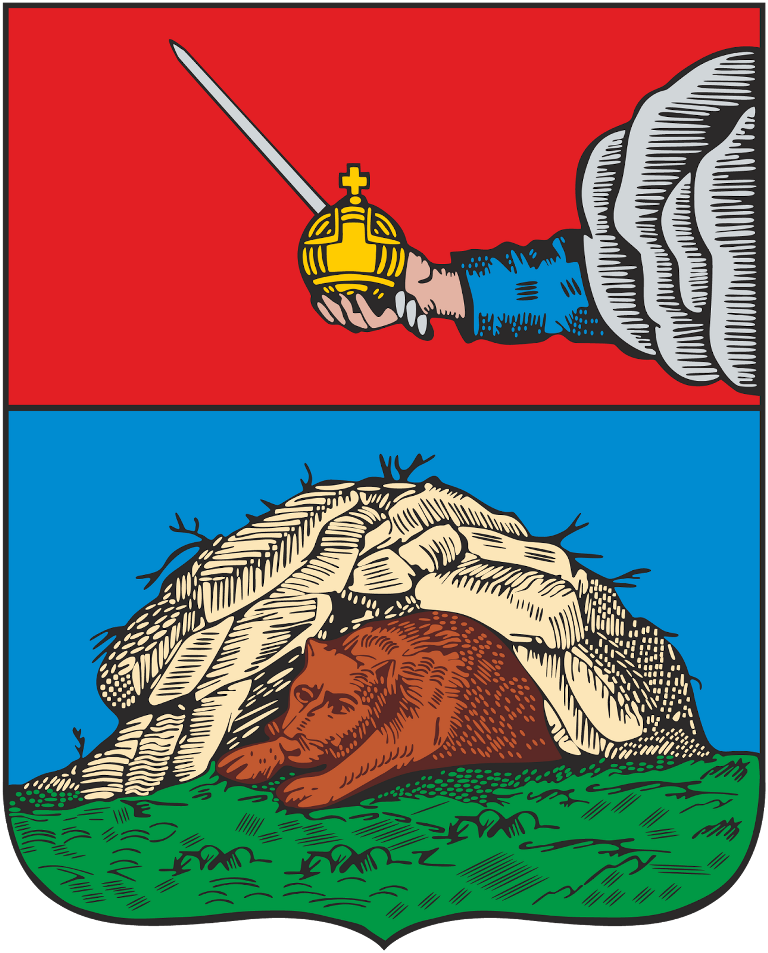
Герб Усть-Сисольська, 1780

Вперше згадувався в 1586 як гостинний двір Усть-Сисола, що знаходився при впадінні Сисоли в Вичегду. У 1780 році за Указом Катерини II гостинний двір був перетворений і названий Усть-Сисольськ. Місцеве населення перевело компоненти цієї назви своєю мовою і називало місто Сиктивдін, де Сиктив — прийнята у комі назва Сисоли, а дін мовою комі означає «біля», тобто «місце біля Сисоли». У 1930, коли відзначалося 150-річчя міста, місто було перейменовано в Сиктивкар, що означає — «місто на Сисолі».

## Райони міста
Місто Сиктивкар териториально можна поділити на чотири основні райони. Ці райони розмежовуються один від одного на декілька кілометрів:
- ЦЄМ
- Центральна частина Єржана
- Ежвінський район
- Єржанський район
- Верхній Єржан

## Транспорт
У місті є аеропорт та залізничний вокзал, а також є два автомобільних вокзали.

## Міста-побратими
- КНР: р. Тайюань (провінція Шансі)
- США: р. Лос-Алтос
- Іспанія: р. Кулльера
- Угорщина: р. Дебрецен
- Болгарія: р. Ловеч

## Уродженці
- Малишев В'ячеслав Олександрович (1902—1957) — радянський державний діяч.
- Сметаніна Раїса Петрівна (1952) — радянська лижниця, чотириразова олімпійська чемпіонка, перша жінка в історії, яка виборола 10 медалей на зимових Олімпійських іграх.

## Заклади вищої освіти
- Державний університет Сиктивкара
- Комі Державний Педагогічний Інститут
- Лісовий інститут Сиктивкара
- Комі республіканська Академія Державної служби і управління
- Комі філія Державної сільськогосподарської Академії Вятськой
- Комі філія Державної Медичної Академії Кировськой
- Філія Сиктивкара Московського університету споживчої кооперації
- Філія Сиктивкара Сучасного Гуманітарного Університету
- Комі республіканський інститут розвитку освіти і підготовки кадрів
- Вятський державний гуманітарний університет філія Сиктивкара

## Світлини

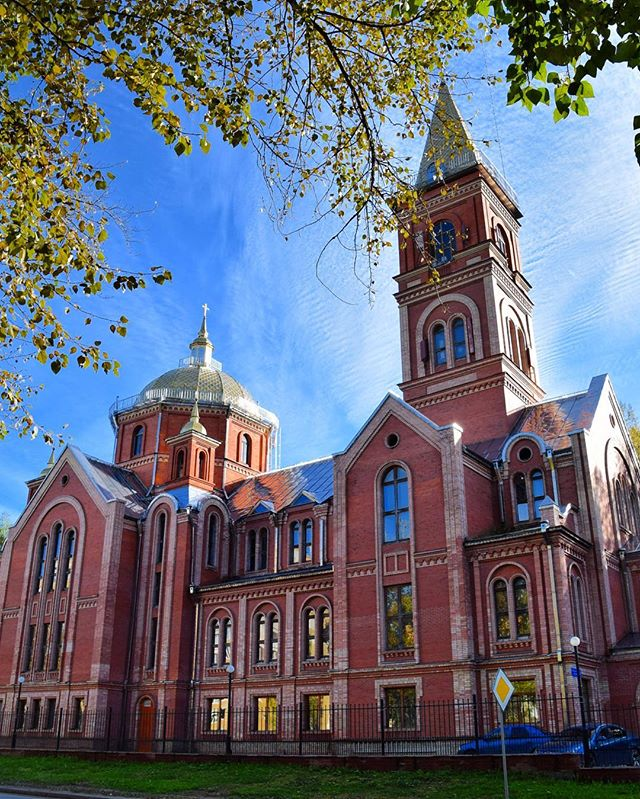
Дім молитви Церкви Христа-Спасителя Євангельських християн-баптистів
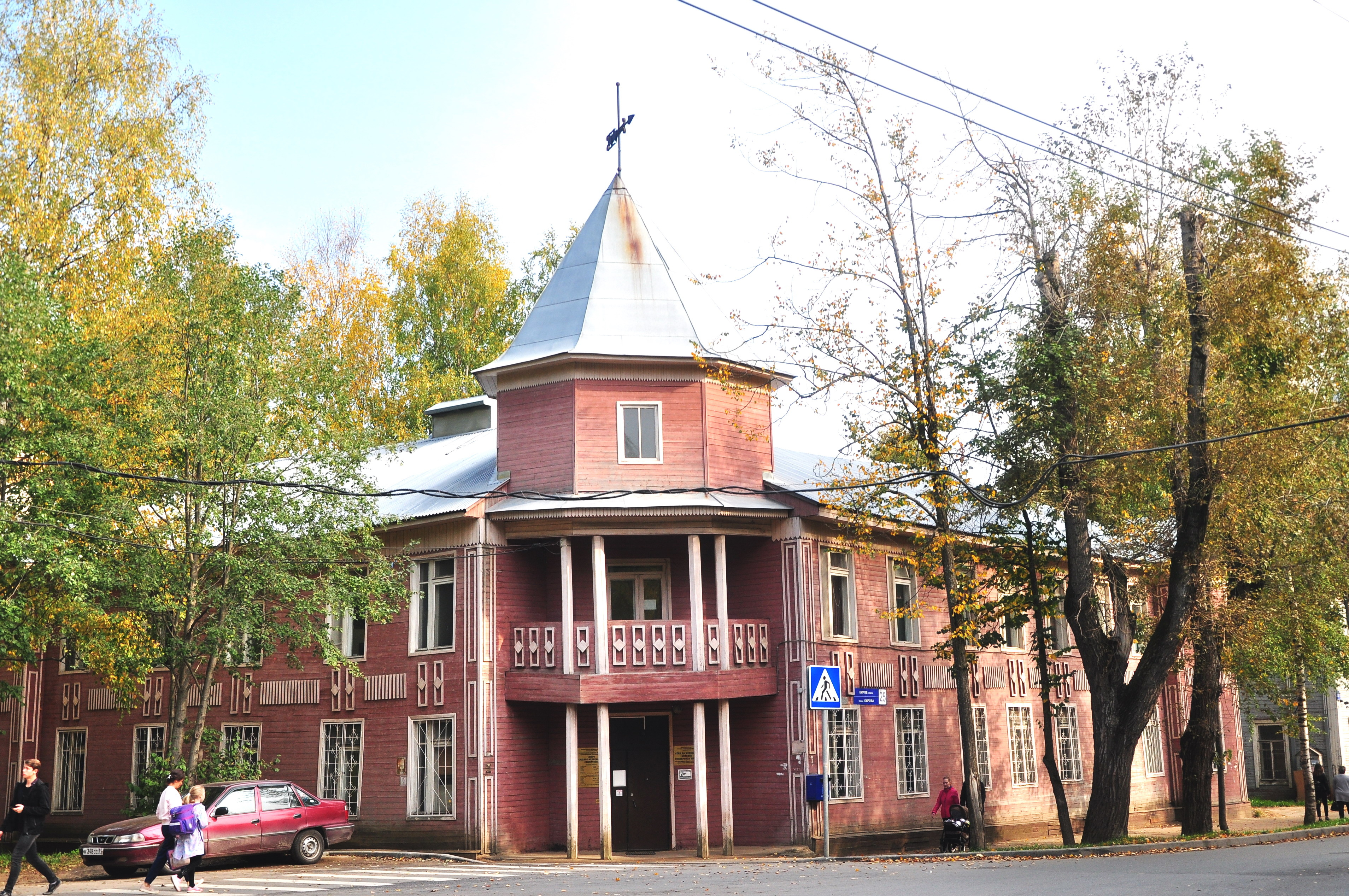
Будівля колишнього Промислового банку
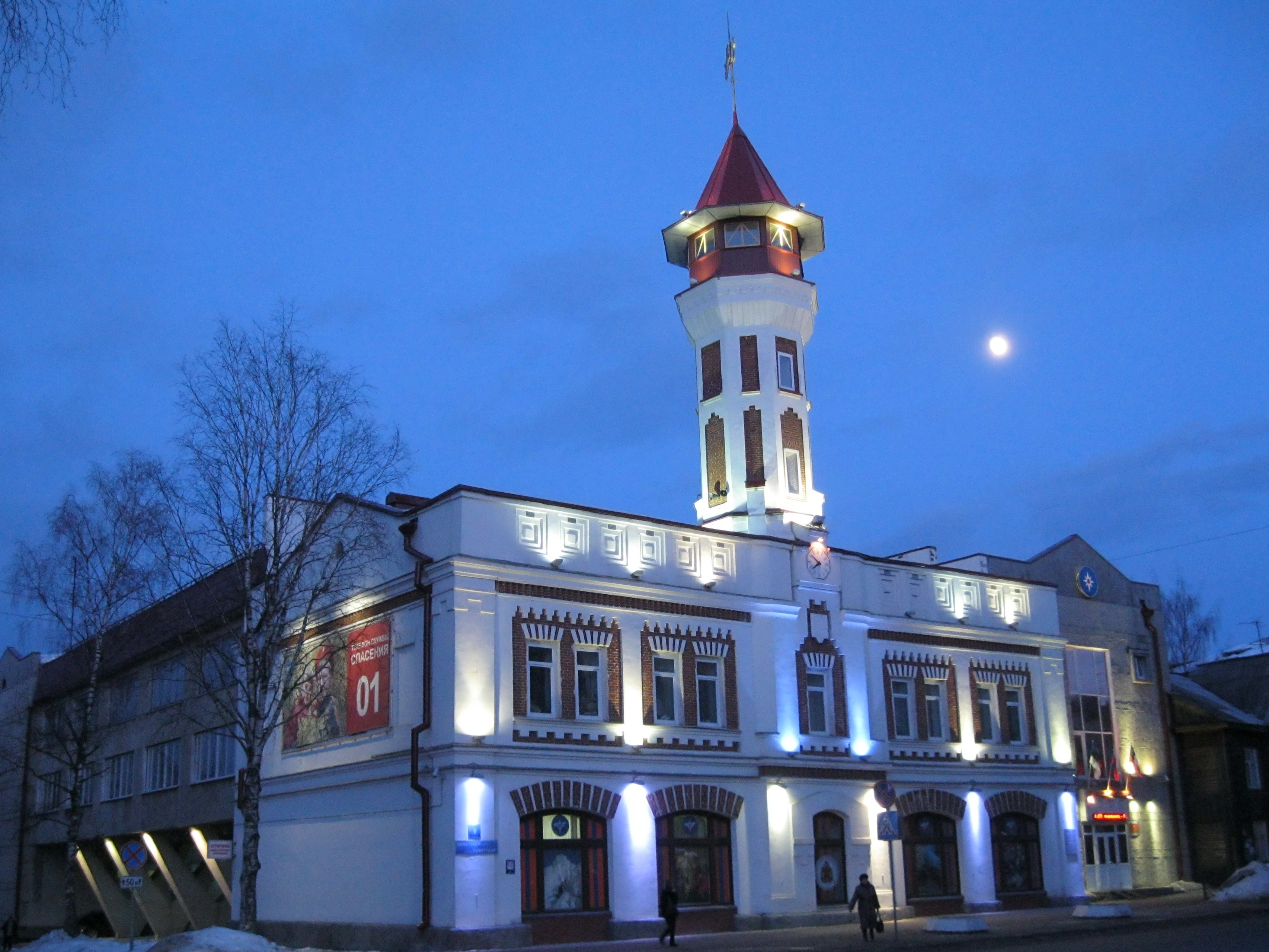
Пожежне депо – пам’ятка містобудування й архітектури
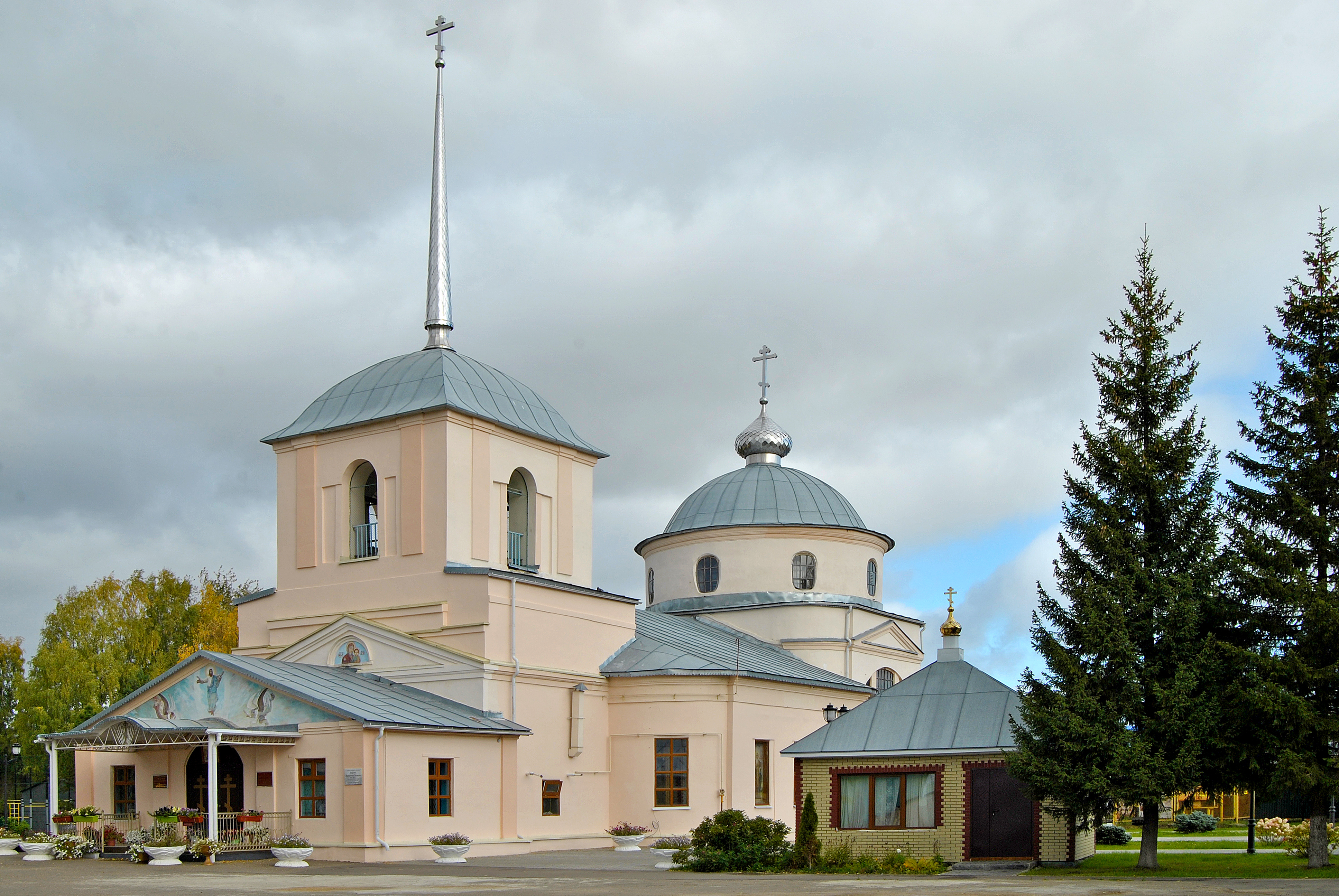
Церква Вознесіння Господнього
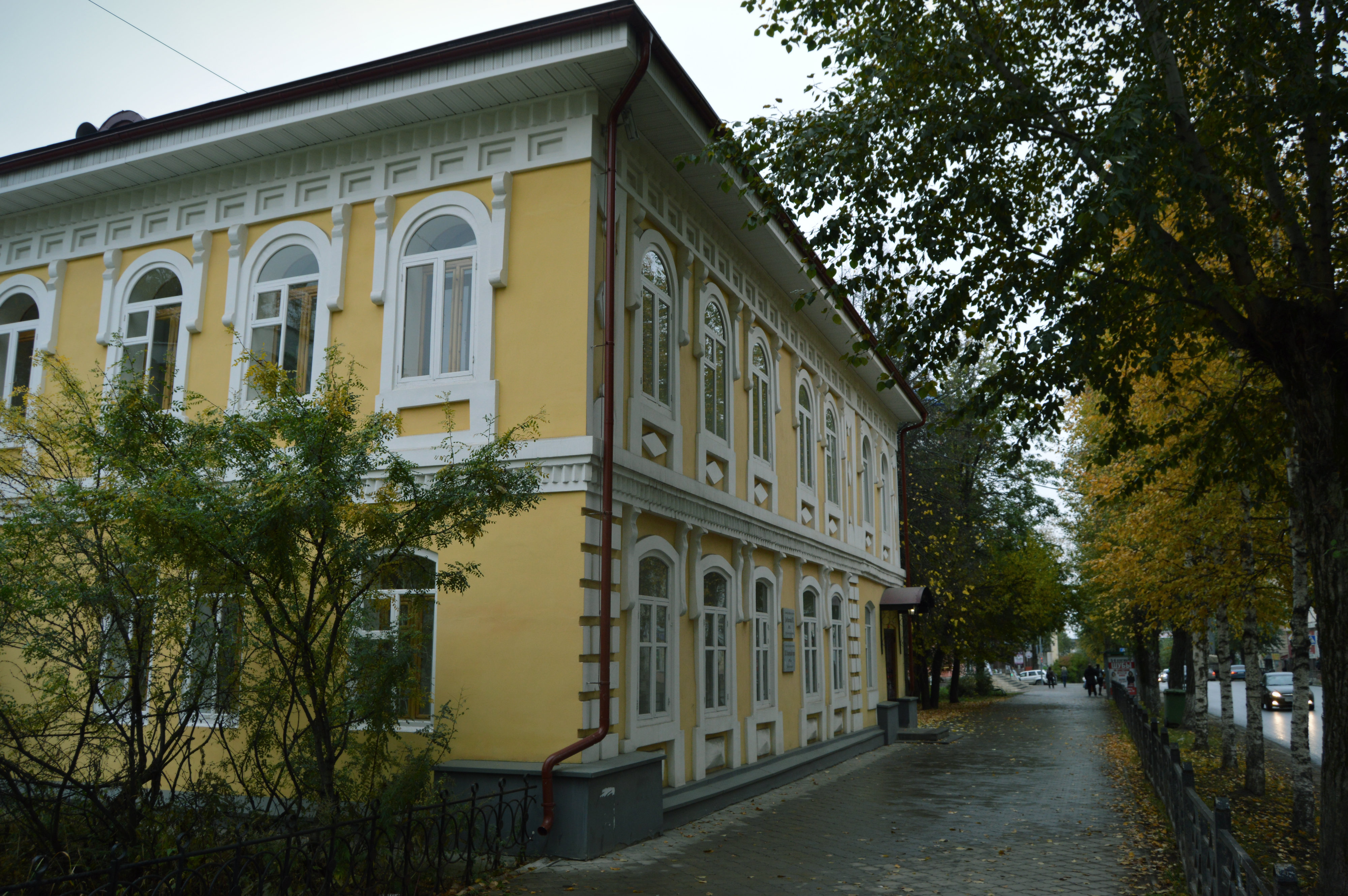
Будинок купця Оплєсніна